# Adictos a la euforia
Adictos a la euforia es el duodécimo álbum de estudio del grupo español Revólver, publicado el 10 de febrero de 2023. El álbum es el primer trabajo de estudio en seis años, desde el lanzamiento de Capitol (2017). Tras su lanzamiento, el álbum alcanzó el número uno de ventas en formato físico y el sexto puesto en la lista general de PROMUSICAE. Las fotos las hizo Domingo J. Casas 

## Lista de canciones
Todas las canciones escritas y compuestas por Carlos Goñi excepto donde se anota. 
| N.º | Título                    | Escritor(es)  | Duración |  |
| 1.  | «Adictos a la euforia»    |               | 3:55     |  |
| 2.  | «El anillo de boda»       |               | 6:41     |  |
| 3.  | «Esta guerra tuya y mía»  |               | 6:51     |  |
| 4.  | «Beguine»                 |               | 3:54     |  |
| 5.  | «Al infierno sin papeles» |               | 5:46     |  |
| 6.  | «Desde que no estás aquí» |               | 4:48     |  |
| 7.  | «El otoño está al caer»   |               | 4:35     |  |
| 8.  | «Calor y tiempo»          |               | 5:04     |  |
| 9.  | «Johnny and Mary»         | Robert Palmer | 3:44     |  |

## Personal
- Carlos Goñi: voz, guitarras y armónica.
- Manuel Bagües: bajo y coros.
- Miguel Giner: batería y percusión.
- David Sam: teclados y piano Rhodes.
- Neus Ferri: coros.
- Javi vela:bajo